# Росохуватець (Підволочиська селищна громада)

Росохува́тець — село в Україні, у Підволочиській селищній громаді Тернопільського району Тернопільської області. Розташоване на сході району. До 2015 року підпорядковувалось Супранівській сільраді.
Від вересня 2015 року ввійшло у склад Підволочиської селищної громади.
Населення — 293 особи (2007).

## Географія
У селі річка Вальчак впадає у річку Самець.

## Історія
Село згадується 17 березня 1480 р.
Перша писемна згадка — 1564.
Діяло товариство «Просвіта».
12 червня 2020 року, відповідно до розпорядження Кабінету Міністрів України  № 724-р «Про визначення адміністративних центрів та затвердження територій територіальних громад Тернопільської області», увійшло до складу Підволочиської селищної громади.
19 липня 2020 року, в результаті адміністративно-територіальної реформи та ліквідації Підволочиського району, село увійшло до складу новоствореного Тернопільського району.

## Населення

### Мова
Розподіл населення за рідною мовою за даними перепису 2001 року:
| Мова       | Відсоток |
| ---------- | -------- |
| українська | 99,7%    |
| російська  | 0,3%     |

## Пам'ятки
Є церква Покрови Пресвятої Діви Марії (1870, мурована). Насипано символічну могилу УСС (1991), встановлена «фігура» на честь скасування панщини.

## Соціальна сфера
Працюють загальноосвітня школа І ступеня, клуб, бібліотека, ФАП, відділення зв'язку, торговельний заклад.

## Відомі люди

### Народилися
- Євген Філь — український громадсько-політичний діяч, підприємець, меценат.
- Сергій Чайковський (нар. 07.09. 1973) — підприємець волонтер учасник бойових дій людина року 2014 року внесений в книгу золота еліта Тернопілля нагороджений Філаретом Медаллю За любов і жертовність до України

## Галерея

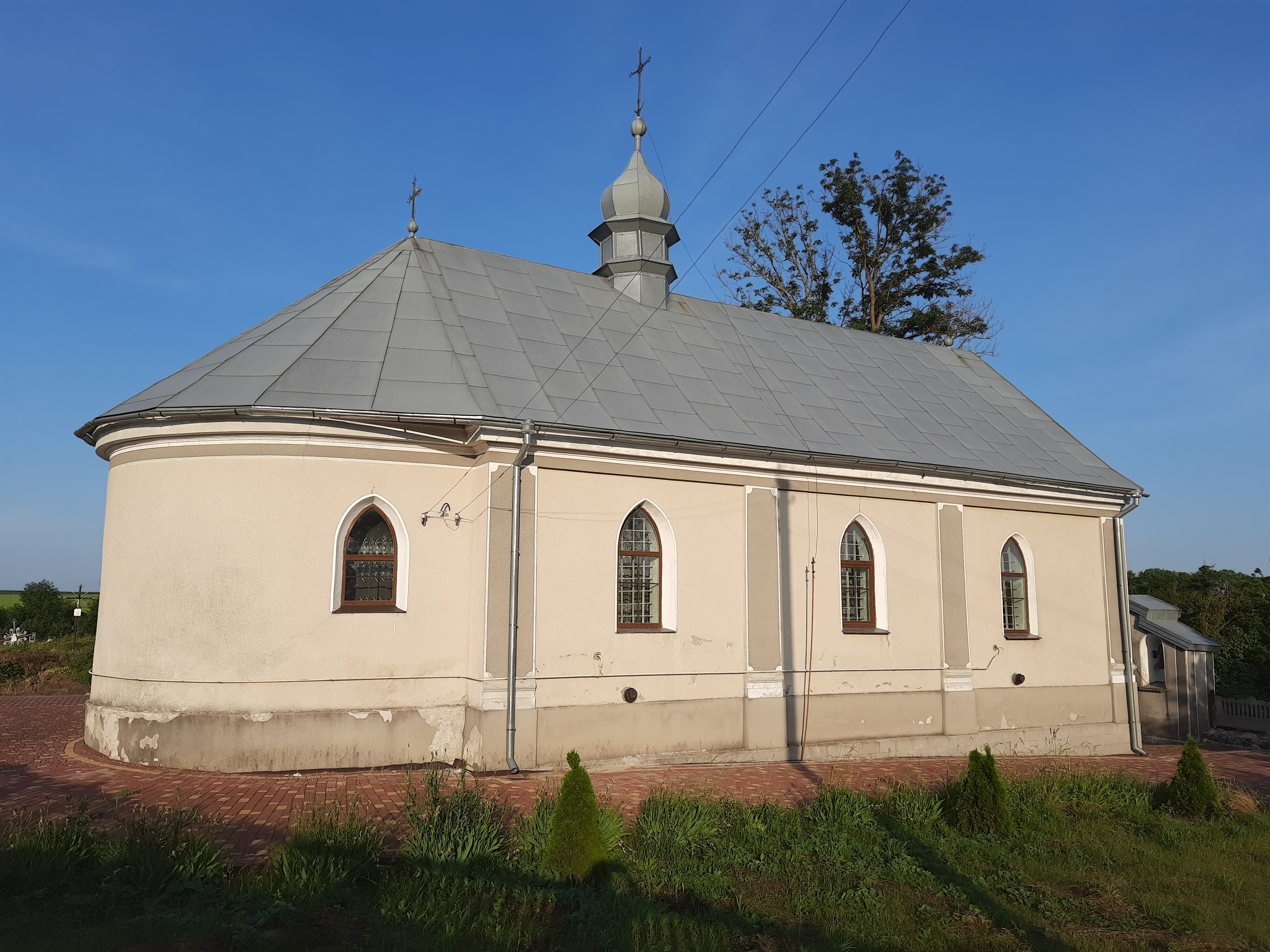
Церква Покрови
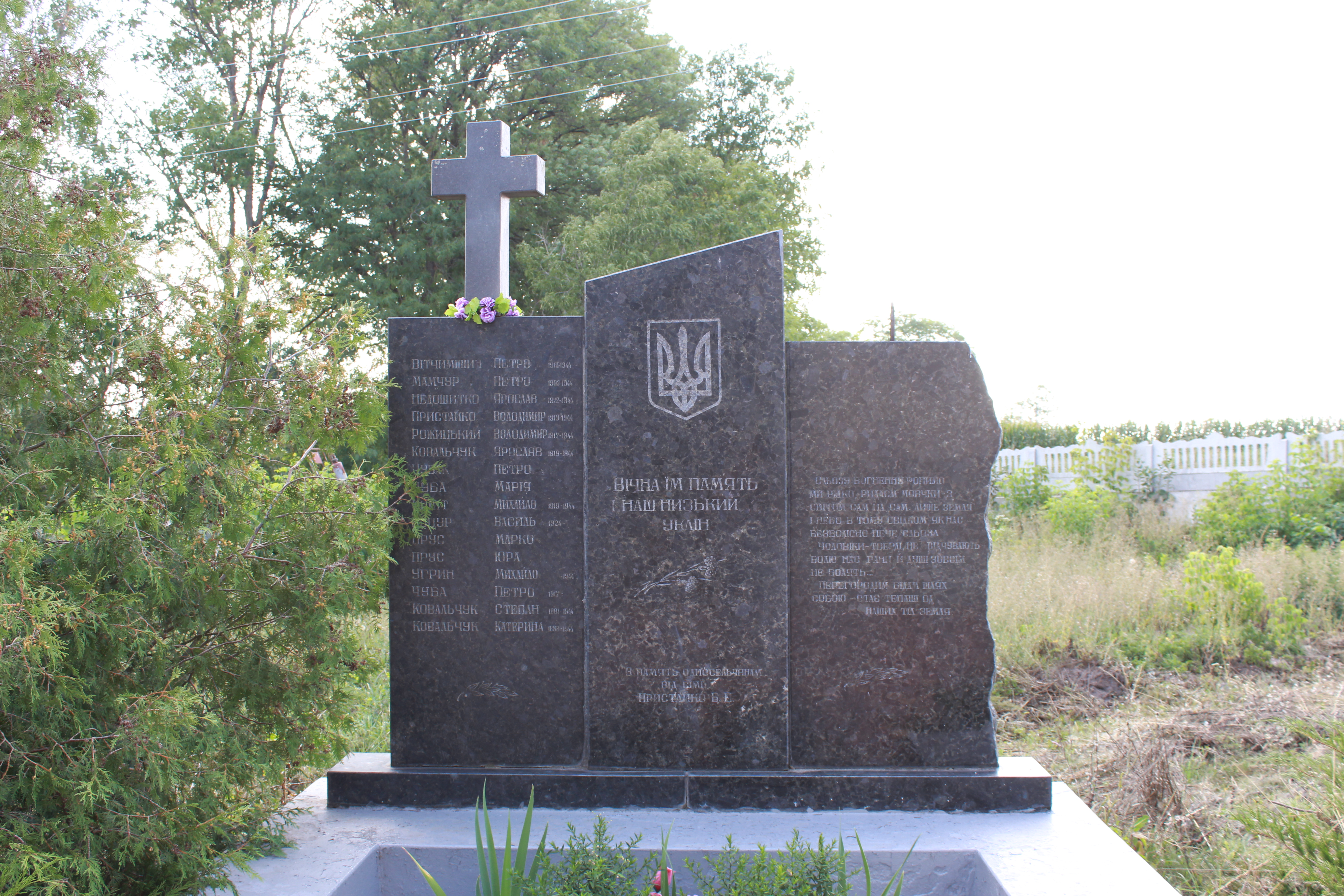
Могила_воїнів_Української_Повстанської_Армії
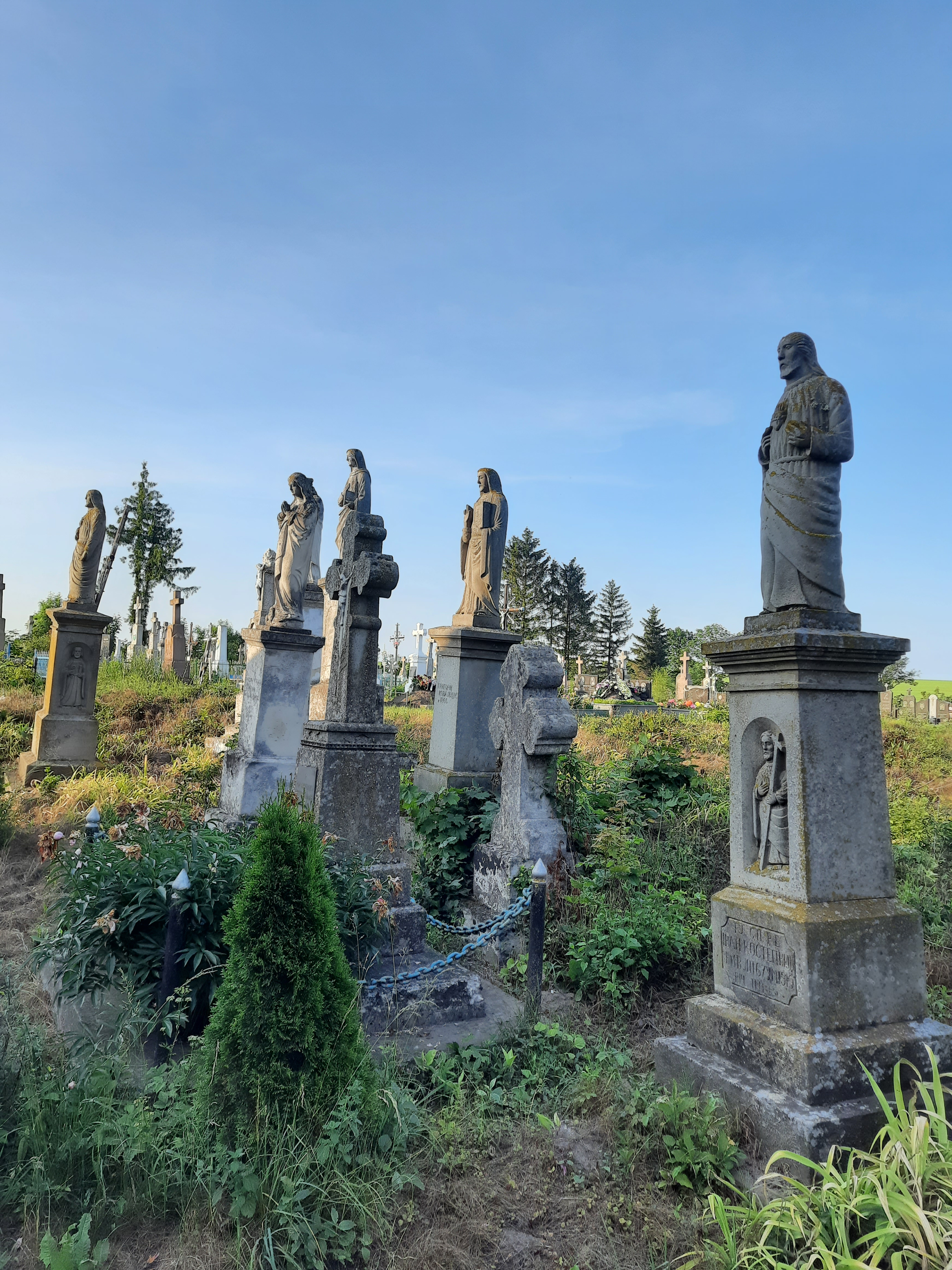
Стаприй цвинтар